# Armée de l’Air Malgache

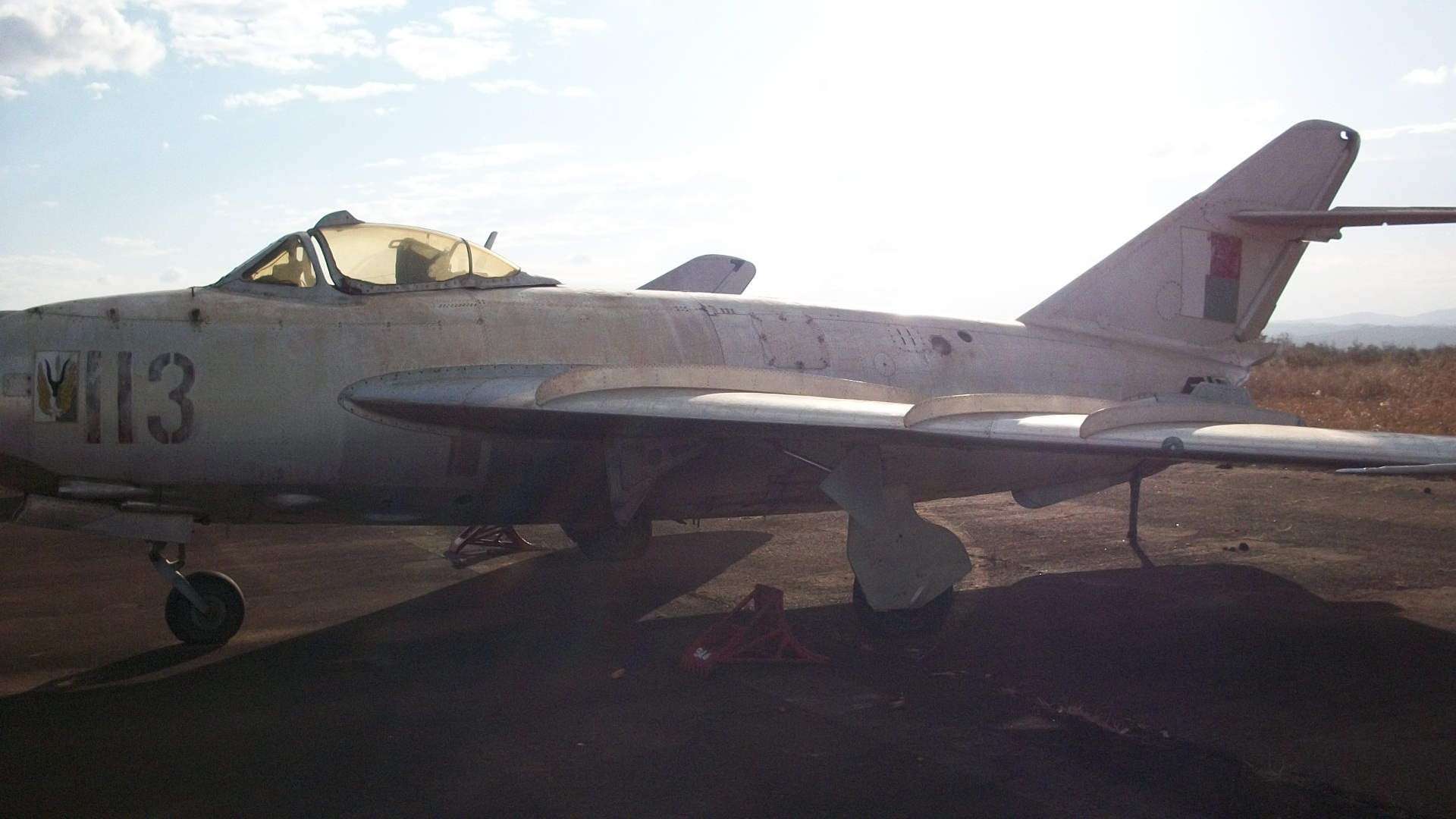
Eine MiG-17 der Armée de l’Air Malgache

Die Armée de l’Air Malgache sind die Luftstreitkräfte von Madagaskar. Ihr gehören 500 Soldaten an und sie sind Teil der Streitkräfte Madagaskars.

## Aktuelle Luftfahrzeugtypen
An Ausrüstung stehen ihr zur Verfügung:
| Luftfahrzeuge    | Herkunft           | Verwendung            | Version        | Aktiv     | Bestellt  | Anmerkungen                                                                    |
| Flugzeuge        | Flugzeuge          | Flugzeuge             | Flugzeuge      | Flugzeuge | Flugzeuge | Flugzeuge                                                                      |
| ---------------- | ------------------ | --------------------- | -------------- | --------- | --------- | ------------------------------------------------------------------------------ |
| Boeing 737       | Vereinigte Staaten | Passagiermaschine     |                | 2         |           |                                                                                |
| CASA CN-235      | Spanien Indonesien | Transportflugzeug     | CN-235-10      | 1         |           | Wurde vorher von der Botswana Defence Force verwendet.                         |
| CASA C-212       | Spanien            | Transportflugzeug     |                | ?         |           |                                                                                |
| Cessna 172       | Vereinigte Staaten | Schulflugzeug         |                | 4         |           |                                                                                |
| Cessna 206       | Vereinigte Staaten | Patrouillenflugzeug   |                | 5         |           |                                                                                |
| Cessna 310       | Vereinigte Staaten | Transportflugzeug     |                | 1         |           |                                                                                |
| Humbert Tétras   | Frankreich         | Ultraleichtflugzeug   |                | 1         |           |                                                                                |
| J300 Joker       | Frankreich         | Ultraleichtflugzeug   |                | 2         |           |                                                                                |
| Jakowlew Jak-40  | Sowjetunion        | VIP-Transporte        |                | 2         |           |                                                                                |
| Piper Aztec      | Vereinigte Staaten | Transportflugzeug     |                | 1         |           |                                                                                |
| Reims-Cessna 337 | Frankreich         | Transportflugzeug     |                | 2         |           |                                                                                |
| Hubschrauber     |                    |                       |                |           |           |                                                                                |
| Alouette II      | Frankreich         | Mehrzweckhubschrauber | SA318C         | 2         |           | Von den ursprünglich vier gekauften belgischen Maschinen sind zwei abgestürzt. |
| BK117            | Deutschland Japan  | Mehrzweckhubschrauber |                | 1         |           | Von Südafrika geliefert.                                                       |
| H125 Écureuil    | Frankreich         | Mehrzweckhubschrauber | H125M AS350 B2 | 3         |           |                                                                                |

## Ehemalige Luftfahrzeugtypen
Zuvor wurden unter anderem auch folgende Luftfahrzeugtypen eingesetzt:
- Antonow An-26
- Britten-Norman BN-2 Islander
- Cessna 170
- Dassault MD-312/315 Flamant
- Douglas DC-3/C-47
- Hawker-Siddeley HS 748
- Max Holste MH-1521 Broussard
- MiG-17
- MiG-21
- Mil Mi-8
- SA316 Alouette III